# AIDA (kommunikationsmodel)
 For alternative betydninger, se Aida. (Se også artikler, som begynder med Aida)
AIDA, som er en forkortelse for Attention, Interest, Desire og Action, er en kommunikationsmodel ofte anvendt i reklameindustrien.
Idéen bag teorien: AIDA modellen, er at identificerer de kognitive stadier personer gennemgår i løbet af købsprocessen af et produkt eller en service
Attention (dansk: opmærksomhed): 

Dette er den del, som fanger øjet. Dette kan være tekst eller billede. Denne del er normalt placeret i øverste halvdel.
Interest (dansk: interesse): 

Dette er den del, som får læseren til at fastholde interessen.
Desire (dansk: ønske/begær): 

Dette er den del, som får læseren til at ønske, at han havde produktet.
Denne del består ofte af en masse positive ord om produkt, og hvad produktet kan.
Action (dansk: handling): 

Dette er den del som får brugeren til at købe produktet.
Denne del indeholder ofte billeder af produktet og information om, hvor man kan købe produktet.